# Luis Felipe Toro
Luis Felipe Toro Mujica, conocido con el sobrenombre de «Torito» (Caracas, 21 de junio de 1881 - Ib., 27 de septiembre de 1955), fue un fotógrafo y reportero gráfico venezolano.

## Biografía
Nacido en la capital de Venezuela, fue hijo de Felipe Toro y de Ana María Mujica. Inició su trabajo fotográfico a finales del siglo XIX en El Nuevo Diario y la revista cultural El Cojo Ilustrado. Comenzado el siglo XX, colaboró en periódicos como La Esfera, Billiken, El Universal y La Religión. Su forma de trabajo se caracterizó por expresarse como oficio de vida, alejándose de grupos, concursos y anuncios publicitarios, lo que lo diferenció de sus contemporáneos.
En 1917 retrató a Ana Pavlova, durante la visita que hiciera la bailarina rusa a Caracas. Como fotógrafo oficial de Juan Vicente Gómez, captó las actividades del dictador y de su círculo social, por lo que su obra está asociada en buena medida a este periodo. Continuó realizando fotografías oficiales en los gobiernos posteriores de Eleazar López Contreras, Isaías Medina Angarita y Marcos Pérez Jiménez.
Fue colaborador del arquitecto Carlos Raúl Villanueva y del urbanizador Luis Roche, en el levantamiento fotográfico de los cambios que ocurrían en Caracas. Igualmente, fue el fotógrafo oficial de la Gran Logia Masónica de Venezuela, a la cual ingresó en 1949.
En 1937 se casó con Filomena Varela. 
Su trabajo se encuentra conservado en colecciones particulares, el Concejo Municipal de Caracas y el Archivo Fotografía Urbana. 
En 1987 fue homenajeado en el Museo de Bellas Artes de Caracas, con la exposición «Luis Felipe Toro: crónica fotográfica de una época».